# Национальный музей пчеловодства Украины
Национальный музей пчеловодства Украины находится в Киеве, на улице Академика Заболотного, 19. Открылся в середине 1980-х годов. Стал структурным подразделением Института пчеловодства, основанного благодаря работе Петра Прокоповича и его соратников.

## Экспозиция музея
В музее собраны материалы по истории пчеловодства, фотографии учёных-пасечников, есть раздел апитерапии, новых достижений и технологий в этой отрасли. Экспозиция музея рассказывает обо всех этапах производства мёда, начиная с особенностей жизни пчелиной семьи, разнообразными технологиями сбора мёда, и заканчивая поверьями и легендами, связанными с мёдом. Отдельный стенд посвящён развитию научного пчеловодства.
В музее посетители могут узнать, что пчеловодство бывает трёх видов: бортевое, кузовное и пасечное (улейное); могут увидеть, как подвешивается кузов к дереву в лесу. Есть в музее и образец одного из первых ульев, основой для которого служил когда-то обычные пенёк с дуплом, поставленный на пчельник.
В витринах музея выставлен инвентарь пчеловодов XIX столетия, имеются рисунки и гравюры, посвящённые теме мёда, есть даже первые издания, которые отображают развитие «медовой науки», как на Украине, так и в мире. Гордостью музея является специально сконструированные осмотровые ульи, сквозь которые можно посмотреть, как живут пчёлы, как строят соты, выгружают принесённый нектар, пыльцу, воспитывают новых пчёлок. Музей также рассказывает о полезных свойствах разнообразных продуктов пчеловодства (мёд, воск, перга, прополис, забрус, пчелиный яд).
Экспозиция также рассказывает о святых, которые по легенде способствуют медосбору, о традиционных народных «медовых» праздниках, о том, как в старину готовили медовые напитки и сладости, пользовавшиеся большой популярностью. В музее пчеловодства можно продегустировать разные сорта мёда. Рассказывают экскурсантам и о здании, в котором находится дом-квартира основателя современного рамочного пчеловодства П. И. Прокоповича. Есть отдельный стенд, посвящённый пчеловодам Украины.
Музей пчеловодства имеет в своём распоряжении и современные технологии. К вниманию посетителей представлены три диорамы, а также фонограммы, позволяющие проследить историю развития пчеловодства и его современное состояние, включая такие его формы, как апитерапия и ветеринария пчёл. На территории работает кабинет апитерапии, где можно воспользоваться услугами медового массажа, продаются разнообразные сорта мёда. Гостей музея развлекают народные коллективы.
Музей поддерживает тесные связи с журналами «Украинский пасечник», «Пчеловодство» и «Пасека». Ежегодно 19 августа в музее пчеловодства отмечается День пасечника.